# Rifugio Guide della Val d’Ayas
Das Rifugio Guide della Val d’Ayas  (auch Rifugio Lambronecca) ist eine Schutzhütte im Aostatal in den Walliser Alpen. Sie liegt in einer Höhe von 3425 m s.l.m. im Seitental Valle d’Ayas in der Nähe des Gletschers Ghiacciaio di Verra innerhalb der Gemeinde Ayas. Die Hütte wird von Mitte April bis Mitte Mai sowie von Mitte Juni bis Mitte September bewirtschaftet und bietet in dieser Zeit 80 Schlafplätze.

## Aufstieg
Die Schutzhütte kann binnen 1½ Stunden vom Rifugio Ottorino Mezzalama erreicht werden. Der letzte Teil des Anstiegs ist alpin erfahrenen Bergsteigern vorbehalten. Vom Valle d’Ayas beträgt die Aufstiegszeit somit 5½ Stunden ab dem Ortsteil Saint-Jacques.

## Geschichte
Die Schutzhütte in ihrem heutigen Erscheinungsbild wurde im Jahr 1989 eingeweiht.

## Tourenmöglichkeiten

### Übergänge
- Übergang zum Rifugio Ottorino Mezzalama (3004 m).
- Übergang zum Rifugio Giovanni Battista Ferraro (2066 m).
- Übergang zum Rifugio Guide Frachey (2072 m).
- Übergang zur Theodulhütte (3327 m).
- Übergang zum Rifugio Guide del Cervino (3480 m).
- Übergang zur Monte-Rosa-Hütte (2883 m).
- Übergang zum Rifugio Quintino Sella (3585 m).
- Übergang zum Bivacco Rossi e Volante (3750 m) an den Rocce Nere.

### Gipfeltouren
Folgende Gipfel können von der Hütte erreicht werden:
- Castor (4225 m)
- Pollux (4089 m)
- Gobba di Rollin (3899 m)